# Ronald Pfumbidzai
Ronald Pfumbidzai (født 25. december 1994) er en fodboldspiller fra Zimbabwe, som spiller i den danske superligaklub Hobro IK. Han har spillet i Hobro siden 2015.